# Manuel Navarro Lamolda
Manuel Navarro Lamolda (Atarfe, Granada, 30 de noviembre de 1951), conocido como Manolo Navarro, es un maestro, sindicalista, político y activista social español que ha destacado en el movimiento vecinal granadino y el movimiento laicista.
A lo largo de su vida, ha desempeñado una destacada labor como maestro en diversas escuelas de la provincia de Granada, así como en la promoción del laicismo y la defensa de los derechos civiles y políticos, siendo fundador de varias organizaciones sociales.

## Biografía

### Maestro de Granada
Como maestro, formó parte de los Movimientos de Renovación Pedagógica, inspirados en el francés Freinet y el catalán Ferrer Guardia, lo cual plasmó en su labor docente que desempeñó en varios puntos de la geografía granadina. También fue impulsor de la refundación de FETE-UGT. 
En 1976 es elegido representante provincial del Magisterio con el 70% de los votos en las elecciones convocadas por el ministro de Educación Robles Piquer para elección de representantes provinciales del profesorado de EGB.

### Político local y provincial
Desde muy joven, se involucró en la lucha por los derechos sociales y políticos de la clase trabajadora, lo que lo llevó a participar en diversos movimientos y organizaciones de izquierda, destacando su implicación en la refundación del PSOE. Su incorporación a la agrupación de este partido en Granada tuvo lugar en los primeros meses del curso 1973-74, con 22 años, utilizando el alias "Andrés". Fue concejal del primer Ayuntamiento democrático de Atarfe tras el franquismo, después llegó a ser Alcalde de Moclín y diputado provincial de la Diputación Provincial de Granada, durante la llamada pre-autonomía. También ocupó el cargo de consejero delegado de VISOGSA, empresa pública de vivienda y suelo de la Diputación Provincial. Su oposición a la entrada de España en la OTAN provocó su salida del partido, abandonando estos últimos cargos.

### Activista social
Tras su paso por la política institucional, se instala en el barrio granadino del Albaicín, donde fue fundador de la Asociación de Vecinas y Vecinos Bajo Albayzín, que presidió, formando parte de su Junta Directiva hasta su disolución en 2019. Esta asociación llegó a superar las 500 personas asociadas.
En el movimiento laicista ha jugado un papel muy importante en España, siendo fundador en 2001 de la asociación Granada Laica y primer coordinador de Andalucía Laica, y llegando a ser vicepresidente de la asociación estatal Europa Laica. Así mismo, fue responsable del Observatorio del Laicismo desde su fundación en 2003 hasta 2019. También participó en la fundación de la Asociación por la Defensa de una Universidad Pública y Laica (integrada en Europa Laica), y es colaborador del Seminario Galileo Galilei de la Universidad de Granada. Ha dictado gran cantidad de conferencias sobre laicismo, especialmente relacionadas con la educación.